# Río Wharfe

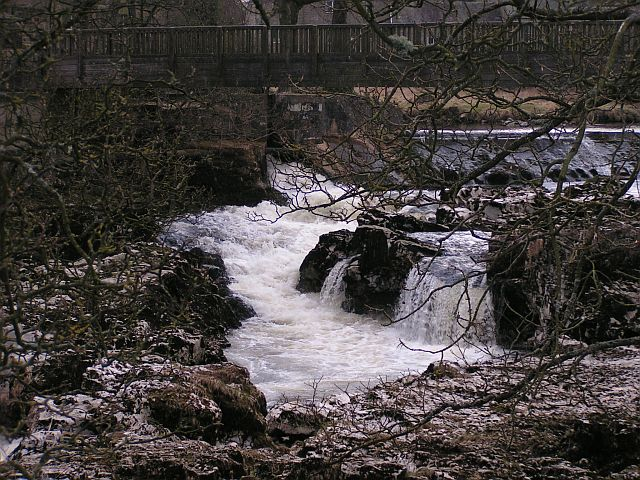
Cascada Linton cerca de Grassington

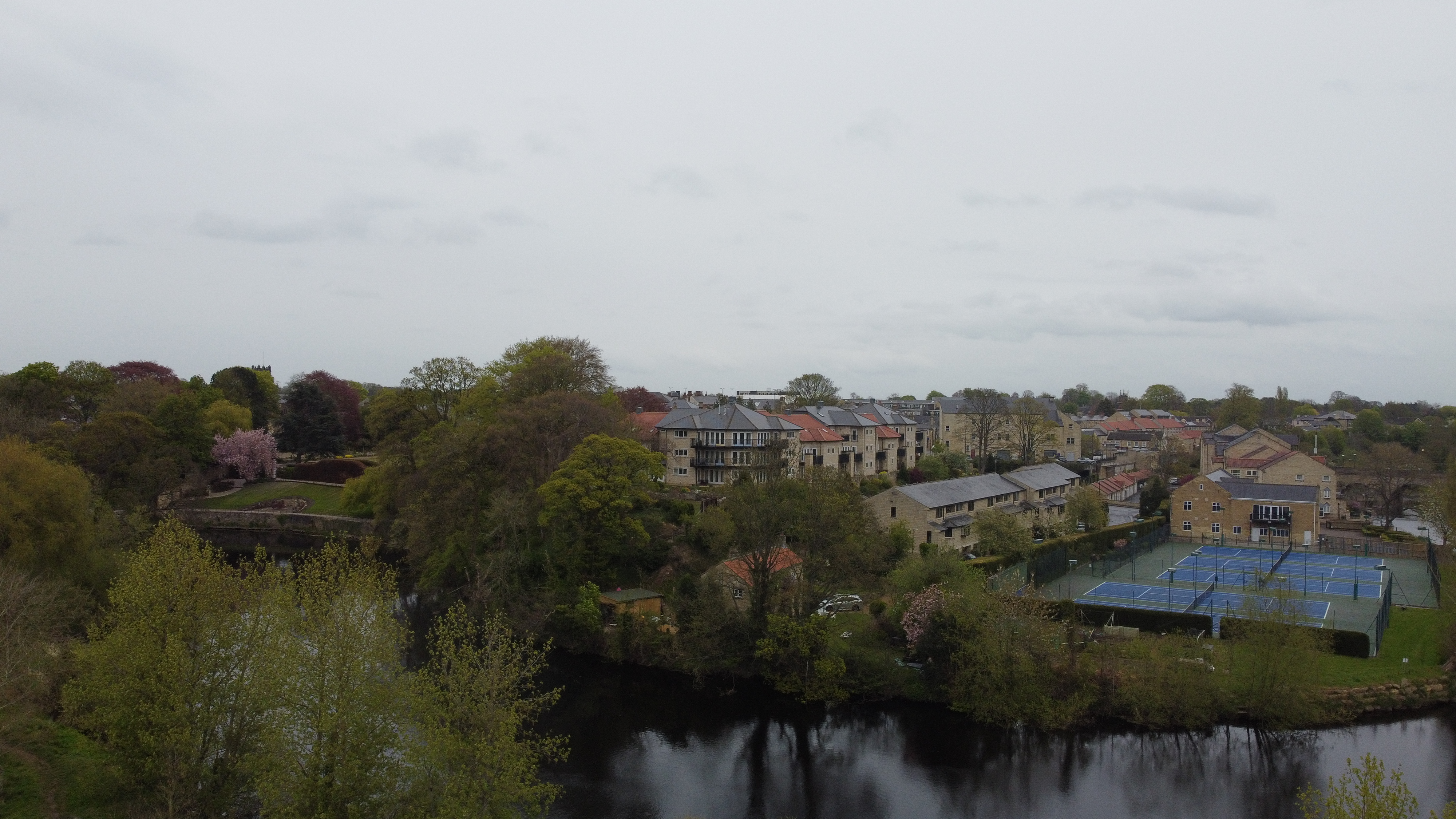
Río Wharfe (Wetherby)

El Wharfe es un río que nace en Yorkshire, en el Norte de Inglaterra, y que discurre por los condados de Yorkshire del Oeste y del Norte. Su nombre deriva del inglés antiguo "Weorf" o del nórdico antiguo "Hverfr", cuyo significado es "río Ventoso".
Su valle es conocido como Wharfedale. La cabecera se encuentra en la aldea de Beckermonds, Langstrothdale, en el parque nacional de Yorkshire Dales, y sigue su cauce por Kettlewell, Grassington, Bolton Abbey, Addingham, Ilkley, Burley-in Wharfedale, Otley, Wetherby y Tadcaster. A partir de ahí sus aguas desembocan en el río Ouse a la altura de Cawood. La sección que abarca desde el nacimiento hasta los alrededores de Addingham recibe el nombre de Alto Wharfedale y presenta diferentes características respecto al resto de la corriente.
Tiene una extensión de 104,6 km de largo hasta el punto donde coincide con el Ouse, siendo el vigesimoprimer río más extenso del país.
Es navegable desde el dique de Tadcaster hasta Cawood.